# Lake Wabby
Lake Wabby ist ein grünlicher Süßwassersee im Osten der australischen Insel K’gari im Great Sandy National Park. Der See grenzt direkt an die Sanddüne Hammerstone Sandblow, die sich langsam auf den See zubewegt. Mit der Zeit wird der See unter der Düne, durch die er gebildet wurde, verschwinden. Es ist der tiefste See der Insel.
Da Lake Wabby einen geringeren pH-Wert als die meisten anderen Seen der Insel hat, leben dort viele Fischarten. Bisher wurden mindestens 13 Spezies identifiziert.
Lake Wabby hat für die Butchulla, einen Aboriginesstamm, einen hohen kulturellen Wert und durfte nur von Männern besucht werden.